# 밥블레스유
《밥블레스유》는 채널 OLIVE에서 방송되는 텔레비전 프로그램이다.

## 방송 개요
위大한 언니들과 함께! 2020년엔 묻고 더블로 가! 먹다 먹다 이제는 편까지 먹어주는 신개념 도원결의(桃園結義) 버라이어티!

## 방송 시간
| 방송 채널 | 방송 기간                         | 방송 시간            | 비고  |
| --------- | --------------------------------- | -------------------- | ----- |
| OLIVE     | 2018년 6월 21일 ~ 2019년 6월 13일 | 목요일 오후 8시 50분 | 시즌1 |
| OLIVE     | 2020년 3월 5일 ~ 2020년 7월 30일  | 목요일 오후 7시 50분 | 시즌2 |

## 시즌 1

### 출연자
- 최화정
- 이영자
- 송은이
- 김숙
- 장도연 (14회~)

## 시즌 2

### 출연자
- 송은이
- 김숙
- 박나래
- 장도연

## 방송 목록

### 2020년
| 회차 | 방송일   | 게스트                         | 주제                   | 촬영지                                                                                |
| ---- | -------- | ------------------------------ | ---------------------- | ------------------------------------------------------------------------------------- |
| 1    | 3월 5일  | -                              | 안주로드               | 을지로보석 - 서울시 중구 저동2가 주신당 - 서울시 중구 흥인동                          |
| 2    | 3월 12일 | 문소리                         | 안주로드               | 주신당 - 서울시 중구 흥인동 한남소관 - 서울시 용산구 한남동                           |
| 3    | 3월 19일 | 한혜연                         | 슈슐랭 가이드 in 한남  | 오스테리아 오르조 - 서울시 용산구 한남동 돈까스잔치 동빙고점 - 서울시 용산구 동빙고동 |
| 4    | 3월 26일 | 강소라                         | 남도음식 맛있소라      | 강정이 넘치는 집 - 서울시 강남구 청담동 토말본점 - 서울시 강남구 논현동               |
| 5    | 4월 16일 | 옥주현                         | 언니들의 집콕파티      | 댓잎갈비 본점 - 서울시 용산구 보광동                                                  |
| 6    | 4월 23일 | 이수정                         | N번방                  | 청자매운소돼지갈비찜 - 서울시 강남구 신사동                                           |
| 7    | 4월 30일 | 임영웅, 이찬원, 정동원, 장민호 | 트동이가 떴다!         | 그레이트풀 그라운드 - 경기도 가평군 설악면                                            |
| 8    | 5월 7일  | 임영웅, 이찬원, 정동원, 장민호 | 트동이가 떴다!         | 그레이트풀 그라운드 - 경기도 가평군 설악면                                            |
| 9    | 5월 14일 | 박세리                         | 味세리 가이드          | 금돼지식당 - 서울시 중구 신당동                                                       |
| 10   | 5월 21일 | 서이숙                         | 밥블여우회             | 1인1상 & 로맨티카 - 서울시 은평구 진관동                                              |
| 11   | 5월 28일 | 김신영                         | 퇴근의 맛              | 종로계림닭도리탕원조 상암점 - 서울시 마포구 상암동                                    |
| 12   | 6월 4일  | 이사배                         | 웰컴~ 달콤한 밥        | 딩가케이크 - 서울시 마포구 연남동                                                     |
| 13   | 6월 11일 | 여에스더                       | 슬기로운 박사생활      | 장 - 서울시 종로구 동숭동 장고상회 - 서울시 종로구 명륜동                             |
| 14   | 6월 18일 | 김윤아                         | 언니들의 뮤직테라PICK  | 뜰사랑 - 경기도 용인시 수지구 고기동                                                  |
| 15   | 6월 25일 | 김연경                         | 수원의 핫플 통리단길   | 남문통닭 - 경기도 수원시 팔달구 팔달로1가 홍라드2호점 - 경기도 수원시 팔달구 신풍동   |
| 16   | 7월 2일  | 소이현                         | 언니들의 한옥나들이    | 응정헌 - 서울시 은평구 진관동 중앙해장 - 서울시 강남구 대치동                         |
| 17   | 7월 9일  | 라미란                         | 언니들의 감성 캠핑     | -                                                                                     |
| 18   | 7월 16일 | 한혜진                         | Welcome to 영국 가정식 | 차만다 서울숲점 - 서울시 성동구 성수동 맛차차 - 서울시 성동구 성수동1가               |
| 19   | 7월 23일 | 제시                           | 멕시코 미식회          | 마사 타코 - 서울시 강남구 신사동 청담골 - 서울시 강남구 청담동                        |
| 20   |          |                                |                        |                                                                                       |

## 결방

### 2020년
- 4월 2일 ~ 4월 9일 : 담당 PD의 코로나19 확진으로 인한 결방